# Ерік Бломберґ
Ерік Бломберґ (18 вересня 1913, Гельсінкі, Російська імперія — 12 жовтня 1996, Куусйокі, Фінляндія) — фінський кінематографіст, кінопродюсер, сценарист та кінорежисер.  Чоловік акторки Мір'ямі Куосманен. 

## Вибрана фільмографія
- Вкрадена смерть (1938)
- Віра одного чоловіка (1940)
- Білий олень (1953)